# Archibald Douglas, 6:e earl av Angus
Archibald Douglas, 6:e earl av Angus, född 1490, död i januari 1557, var en skotsk adelsman. Han var Skottlands ställföreträdande regent eller riksföreståndare mellan 1524 och 1528. 

## Biografi
Hans far George, Master of Angus dödades i slaget vid Flodden, vilket innebar att Archibald Douglas direkt efterträdde sin farfar, Archibald Douglas, 5:e earl av Angus, som earl.
År 1514 gifte sig Angus med Margareta Tudor, syster till Henrik VIII av England och änka efter Jakob IV av Skottland. Äktenskapet väckte uppståndelse då änkedrottningen gifte sig av kärlek utan att inhämta sin brors gillande. Dessutom orsakade detta äktenskap konflikter inom den skotska adeln, då familjen Douglas hade mäktiga fiender inom högadeln. 
Även på det personliga planet var äktenskapet olyckligt, och efter makens otrohet samt beslagtagande av hennes egendomar lät Margareta skilja sig från Angus år 1527. Tillsammans fick de dottern Margareta Douglas som senare blev grevinna av Lennox och mor till Henry Stuart, lord Darnley.